# Psammophis orientalis
Espèce
Synonymes
- Psammophis subtaeniatus orientalis Broadley, 1977

Psammophis orientalis est une espèce de serpents de la famille des Lamprophiidae. 

## Répartition
Cette espèce se rencontre :
- dans l'est du Kenya ;
- en Tanzanie ;
- au Malawi ;
- au Zimbabwe ;
- au Mozambique ;
- dans l'est du Zimbabwe.

## Publication originale
- Broadley, 1977 : A review of the genus Psammophis in southern Africa (Serpentes: Colubridae). Arnoldia, vol. 8, no 12, p. 1-29.